# 齊簡公
齊簡公（？—前481年），姜姓，名壬，齊悼公之子。齊簡公即位後，分別任用田恆（陳恆）和闞止（監止）為左、右相。闞止得寵於簡公，田恆嫉之。大夫鞅見狀，遂建議齊簡公擇用一人，藉此除田恆。
齊簡公四年（周敬王三十九年，前481年）春天，闞止在上朝途中遇田氏族人田逆殺人，將其拘捕，後被田氏營救。闞止懼怕田氏勢力，在簡公支持下，準備驅逐田氏。闞止家僕陳豹將此事告知田恆。同年五月，田恆先發制人，率車入公宮，劫持簡公。闞止率軍反攻，被田氏擊敗，闞止出逃。田氏軍窮追不捨，情急下闞止迷路，失道於弇中，誤入田氏之邑豐丘，在郭門被田氏殺死。
六月，齊簡公與夫人在倉皇逃往燕国途中，在齐之西北界的舒州（今河北大城县平舒）被田恆的追兵殺死。事後田恆立簡公弟驁為君，即齊平公，自任太宰。
此事引起孔子極大的憤怒，他說「唯名與器不可假人」，他如臨大典，沐浴、更衣、整冠，入宮朝見魯哀公，請哀公發兵伐齊。但沒有得到哀公與季康子的支持。